# 岸本ゆきえ
岸本 ゆきえ（きしもと ゆきえ、1981年10月29日 - ）は、日本の元タレント。愛称は「ゆっきー」。北島音楽事務所に所属していた。

## 来歴
兵庫県神戸市出身。1999年に芸能界デビュー。2000年には「鶴光の噂のゴールデンアワー」（ニッポン放送）から生まれたユニット「まニャン子クラブ」として活動。同年にはCDデビューも果たしている。
2001年10月から2年3ヶ月間、「王様のブランチ」でリポーターを務める。2003年12月に番組を卒業するとともに芸能活動を休止。
2007年6月21日、自身のブログで結婚したことを発表した。
ブランチ時代の旧友でもある湯原麻利絵、野仲美貴、山口あゆみ、新妻聖子とは今でも交流を持つ。

## 出演

### テレビ
- 超K-1宣言（日本テレビ）2001年1月 - 12月
- 王様のブランチ（TBS）2001年10月 - 2003年12月
- 王様のお夜食（TBS）2001年10月 - 2004年1月
- 速報!デジナマ巨人（BS日テレ）2002年4月 - 10月

### ラジオ
- 鶴光の噂のゴールデンアワー（ニッポン放送）
- 真・ユッキーのカキコ（東海ラジオ）
- アッキー・ユッキーのChot Choco Chip（北日本放送）
- 岸本ゆきえのJumpin' Music
- ユッキーvsしゅうのJumpin' Music

### CM
- 東建コーポレーション

## リリース作品

### CD
- happy go lucky（キングレコード）2000年10月25日発売

### DVD
- on surf & snow（ポニーキャニオン）2000年5月17日発売
- D-Splash!（キングレコード）2002年6月26日発売